# Jenny (nome)
Jenny  è un nome proprio di persona inglese femminile.

## Varianti
- Femminili: Jennie[1], Jenna[1], Jenni[1], Jeni[1]

## Origine e diffusione
Questo nome è nato come diminutivo medievale di Jane, una forma medio inglese di Giovanna, ma dalla metà del XX secolo è usato generalmente come forma abbreviata di Jennifer. 
Il nome prima del Novecento era più spesso scritto Jennie, mentre poi è diventata più comune la forma Jenny; la variante moderna Jenna cominciò ad essere usata nel tardo XIX secolo, e venne resa celebre durante gli anni Ottanta dal personaggio di Dallas Jenna Wade. 
Verso il Seicento il nome ha subìto un processo deonomastico, cominciando ad essere usato, assieme con Jack, come nome comune per indicare animali – specie uccelli – o utensili meccanici: ad esempio, jenny wren è il nome comune dello scricciolo, il barbagianni e l'allocco sono chiamati jenny owl e jenny hoolet in Northumberland, e il nome inglese della giannetta è spinning jenny. Il nome viene applicato anche ad alcune creature acquatiche fittizie come Jenny Dentiverdi (uno spirito fluviale malvagio del folklore britannico) e Jenny Haniver (un criptide realizzato utilizzando la carcassa di un pesce chitarra).

## Onomastico
Se considerato un derivato di Ginevra, il nome è adespota, ovvero non portato da alcuna santa, quindi l'onomastico ricorre il 1º novembre, ad Ognissanti. Vista l'origine, però, se ne può festeggiare l'onomastico anche lo stesso giorno di Giovanna.

## Persone
- Jenny B, cantante italiana

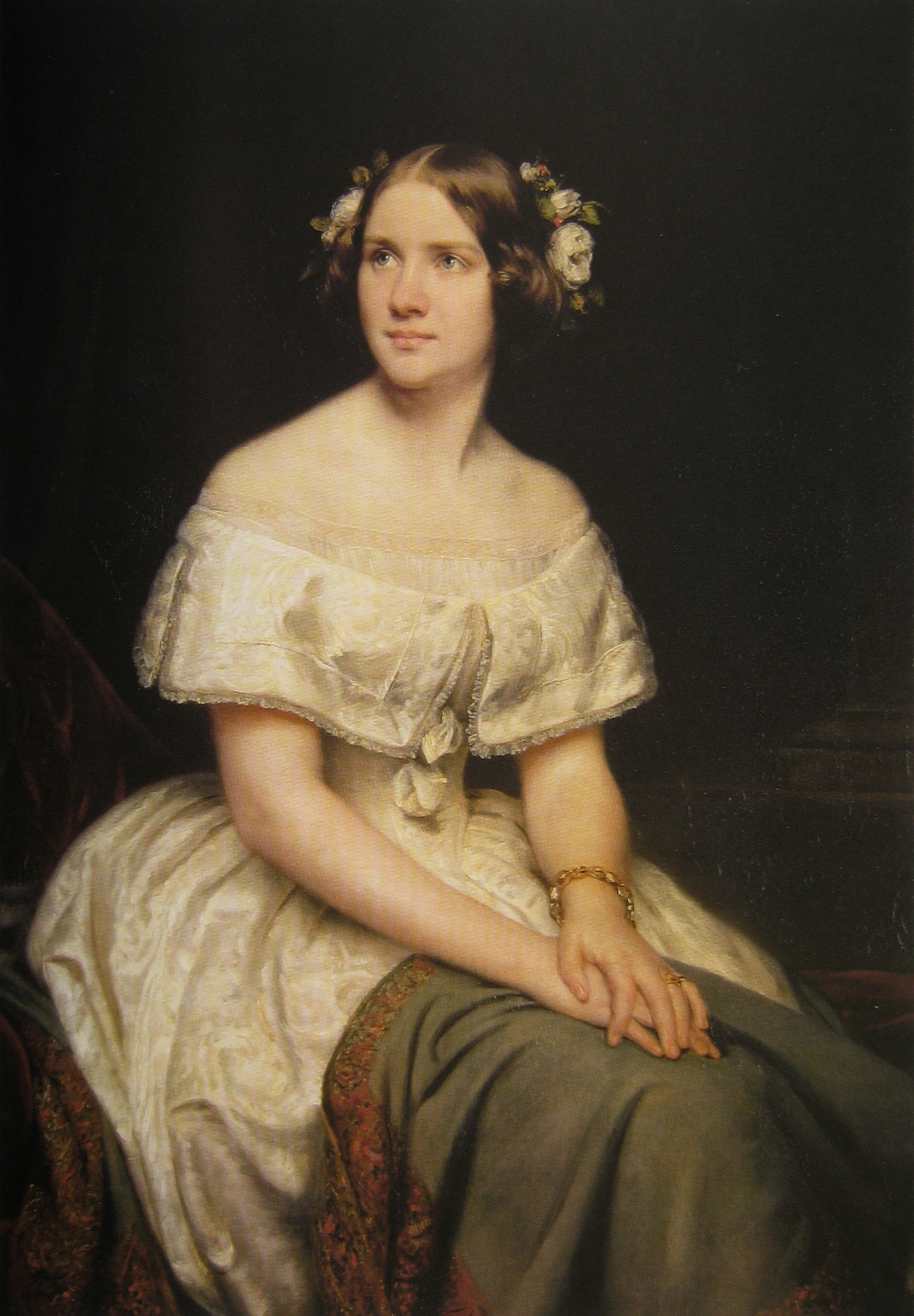
Jenny Lind

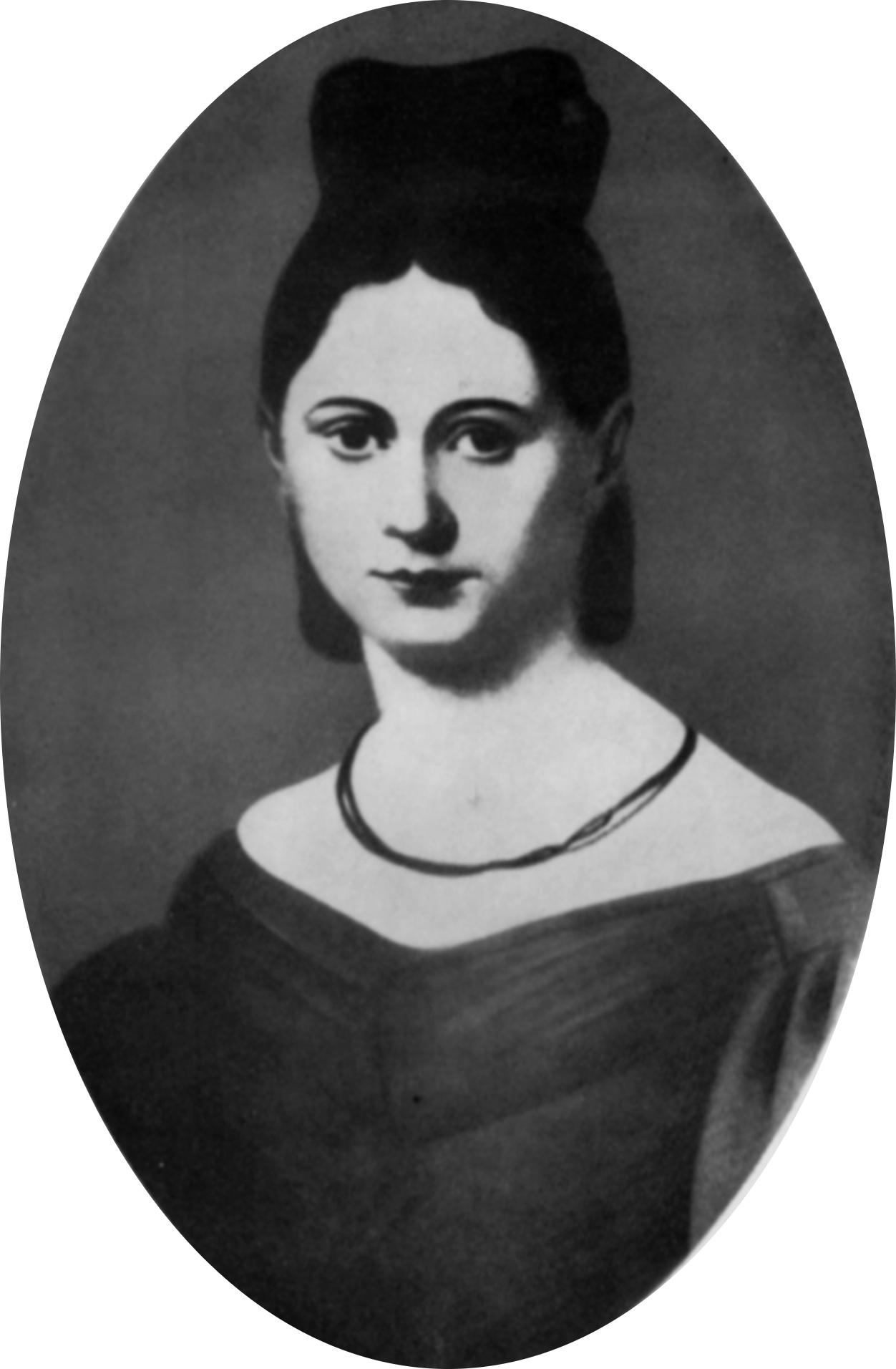
Jenny von Westphalen

- Jenny Barazza, pallavolista italiana
- Jenny Dolly, ballerina e cantante ungherese naturalizzata statunitense
- Jenny Gröllmann, attrice tedesca
- Jenny Lamy, atleta australiana
- Jenny Lewis, attrice, cantante e musicista statunitense
- Jenny Lind, soprano svedese
- Jenny Luna, cantante italiana
- Jenny McCarthy, attrice e modella statunitense
- Jenny Tamburi, attrice italiana
- Jenny Thompson, nuotatrice statunitense
- Jenny von Westphalen, moglie di Karl Marx

### Variante Jenni

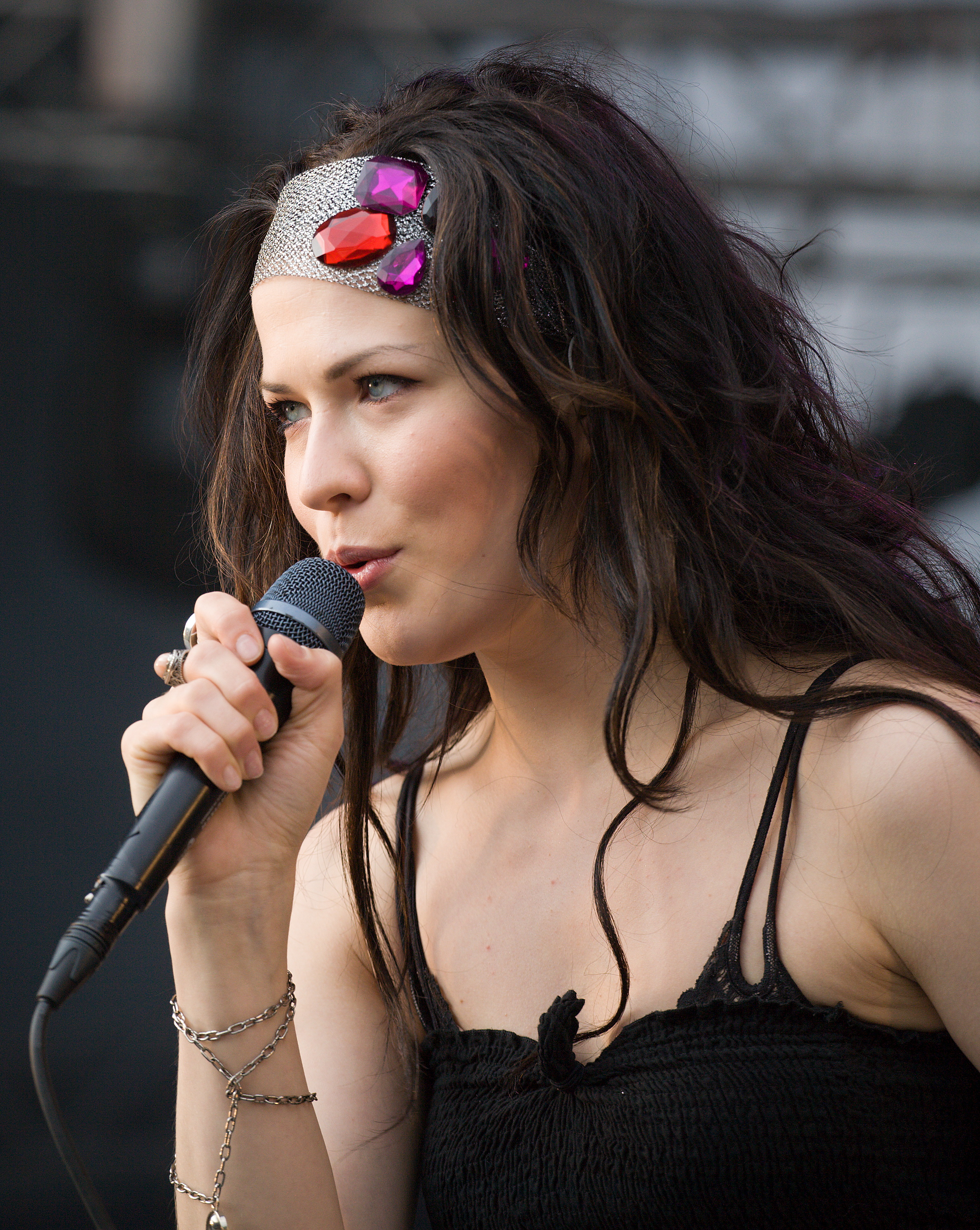
Jenni Vartiainen

- Jenni Benningfield, cestista statunitense
- Jenni Dahlman, modella finlandese
- Jenni Screen, cestista australiana
- Jenni Vartiainen, cantante finlandese

### Variante Jennie
- Jennie, cantante e rapper sudcoreana
- Jennie Jerome, madre di Winston Churchill
- Jennie Lee, attrice statunitense
- Jennie Tebler, cantante svedese
- Jennie Garth, attrice statunitense

### Variante Jenna

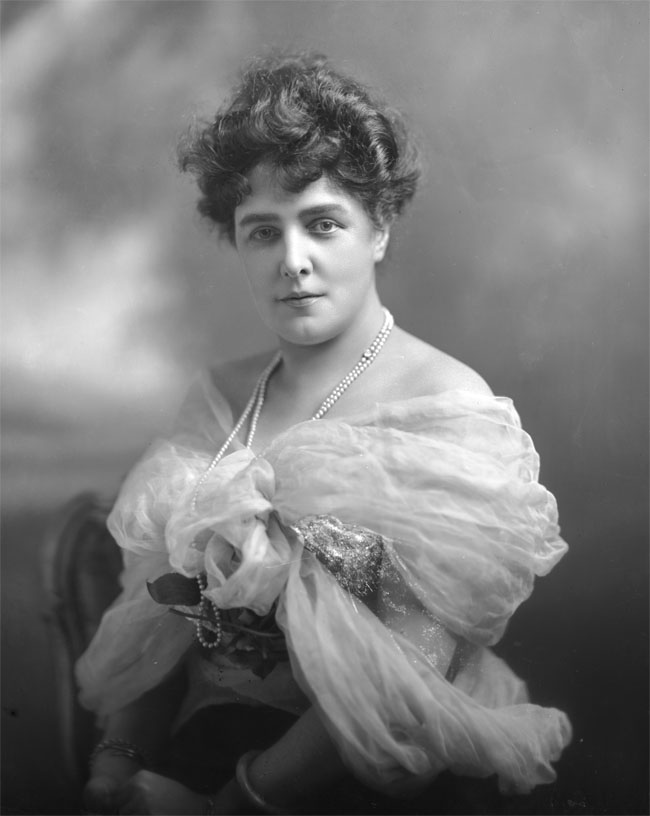
Jennie Jerome

- Jenna Blum, scrittrice statunitense
- Jenna Coleman, attrice britannica
- Jenna Dewan, attrice e ballerina statunitense
- Jenna Elfman, attrice statunitense
- Jenna Fischer, attrice statunitense
- Jenna Leigh Green, attrice statunitense
- Jenna Haze, pornoattrice e regista statunitense
- Jenna Jameson, pornoattrice e imprenditrice statunitense
- Jenna Johnson, nuotatrice statunitense
- Jenna O'Hea, cestista australiana
- Jenna Ortega, attrice statunitense
- Jenna Presley, pornoattrice statunitense
- Jenna Santoromito, pallanuotista australiana
- Jenna Ushkowitz, attrice e cantante statunitense

### Variante Genny
- Genny Pagliaro, sollevatrice italiana

## Il nome nelle arti
- Jenny è un personaggio della serie manga e anime Holly e Benji.
- Jenny è un personaggio della serie manga Jenny la tennista.
- Jenna Bradshaw è un personaggio della soap opera Sentieri.
- Jenny Calendar è un personaggio della serie televisiva Buffy l'ammazzavampiri.
- Jenny Curran è un personaggio del romanzo di Winston Groom Forrest Gump, e dell'omonimo film del 1994 da esso tratto, diretto da Robert Zemeckis.
- Jenny Gauthier è un personaggio del film del 1936 Jenny, regina della notte, diretto da Marcel Carné.
- Jenny Gordon è un personaggio della serie televisiva Streghe (Charmed).
- Jenny Humphrey è un personaggio della serie di romanzi Gossip Girl, scritta da Cecily von Ziegesar, e dell'omonima serie televisiva.
- Jenna Marshall è un personaggio della serie televisiva Pretty Little Liars.
- Jenny Schecter è un personaggio della serie televisiva The L Word.
- Jenny Shepard è un personaggio della serie televisiva NCIS - Unità anticrimine.
- Jenny Swensen è un personaggio della serie a fumetti New Universe.
- Jenna Zan Arbor è un personaggio dell'universo di Guerre stellari.
- L'agente Jenny è un personaggio ricorrente della serie Pokémon.
- Jenny è una canzone degli Alunni del Sole dall'album Jenny e la bambola.
- Jenny è pazza è una canzone di Vasco Rossi.